# Tetsuo II: Body Hammer
Tetsuo II: Body Hammer (鉄男II Body Hammer?) is a 1992 Japanese tokusatsu
cyberpunk body horror film directed by Shinya Tsukamoto. It is a bigger-budget sequel to Tsukamoto's 1989 film Tetsuo: The Iron Man, utilizing similar themes and ideas as his first film, and largely the same cast, though the story is not a direct continuation of that of its predecessor. In Body Hammer, a Japanese salary man, played by cult actor Tomorowo Taguchi, finds his body transforming into a weapon through sheer rage after his son is kidnapped by a gang of violent thugs.Aunque no fue tan bien recibido como su predecesor, Body Hammer ganó el Premio de la Crítica en el 3er Festival Internacional de Cine Fantástico de Yubari en febrero de 1992. Una tercera entrega, titulada The Bullet Man, se estrenó en mayo de 2010.

## Trama
Yatsu, conocido como "El fetichista del metal" o "El tipo", extiende su dedo índice como si fuera una pistola y dispara a un hombre, matándolo.
Taniguchi Tomoo, un asalariado casado y con un hijo llamado Minori, no tiene ningún recuerdo antes de su adopción a los ocho años. En un viaje, dos skinheads le inyectan una sustancia desconocida y secuestran a Minori. Después de una persecución, se retiran, dejando al niño ileso. Conmocionado por el encuentro, durante el cual pensó que habían matado a su hijo, Tomoo comienza a hacer ejercicio y de repente es capaz de realizar enormes hazañas de fuerza.
Posteriormente, Minori es nuevamente secuestrada en su casa. Tomoo persigue a los secuestradores hasta un techo donde nuevamente se encuentra colgado del borde, al borde de la muerte. Sin embargo, esta vez logra levantarse, sólo para que le digan que el skinhead ya ha desechado a Minori. Enfurecido, Tomoo inconscientemente transforma su brazo en un cañón. Le dispara al skinhead, que sostiene a Minori frente a él, lo que hace que Tomoo mate a su propio hijo. El skinhead escapa, dejando a Taniguchi y su esposa angustiados, quienes lo vieron todo.
Los skinheads llegan a su escondite, donde sus cómplices se ejercitan levantando enormes pesos. Se encuentran con el científico loco, le devuelven la pistola de expulsión e informan el resultado del experimento. Los skinheads secuestran a Tomoo y el Científico Loco manipula sus recuerdos, impulsando su cambio de hombre a máquina. Yatsu, el líder de esta secta, le informa al Científico Loco que su único objetivo es la destrucción y que todos los miembros de la secta recibirán una inyección. Creyendo que la pistola de inyección está completa, Yatsu mata al Científico Loco. Antes de que pueda matar a Tomoo, este escapa.
Todos los miembros de la secta se inyectan y se transforman rápidamente. Un miembro de la secta persigue a Taniguchi. En una fábrica abandonada, el skinhead le dice a Tomoo que todos quieren que Yatsu los convierta en dioses. El miembro de la secta se burla de Tomoo al mencionar la muerte de su hijo, lo que hace que se transforme y lo mate. Más tarde, se revela que la pistola de expulsión es imperfecta y que los cuerpos de todos los miembros de la secta se están oxidando rápidamente.
La esposa de Taniguchi, Kana, descubre que la inyección de Tomoo en realidad fue bloqueada por su organizador de bolsillo y que él ha tenido esta habilidad todo el tiempo. Cuando él llega a casa, ella entra en pánico y huye de la casa, sólo para ser secuestrada.
Yatsu le cuenta a Kana sobre su marido, que posee un poder increíble pero decide no usarlo a menos que lo presionen. Tomoo finalmente encuentra el escondite del culto. Yatsu habla con Taniguchi y luego aparentemente mata a Kana. Su muerte empuja a Tomoo completamente al límite y se transforma por completo. Yatsu y Taniguchi pelean y Tomoo finalmente toma la delantera. Yatsu dispara un cable a Tomoo, uniendo sus mentes.
Tomoo y Yatsu son en realidad hermanos, cuyo padre quería crear el arma humana perfecta. Entrenó a sus hijos con armas de fuego y luego las convirtió en parte de ellos. Los niños son testigos de cómo su padre mata a su madre en un extraño ritual sexual en el que la mujer chupa un arma. Tomoo perdió la cabeza, transformó su brazo en un cañón y disparó repetidamente a sus padres mientras sonreía. Había estado reprimiendo todos los recuerdos de su pasado debido a esta experiencia traumática.
Tomoo y Yatsu se fusionan en una criatura gigante mitad humana, mitad metal. Tomoo le ruega a Kana que le inyecte el arma que lo hará morir de óxido, pero ella se niega a hacerle daño. La criatura Tomoo/Yatsu se fusiona con los cultistas y se convierte en un vehículo gigante parecido a un tanque que se mueve por la ciudad. Kana se agarra al costado de la máquina mientras viaja por una carretera.
Una cantidad de tiempo desconocida después, Kana, Tomoo (en su forma humana) y su hijo caminan por las ruinas de lo que una vez fue una ciudad, y ella comenta lo pacífico que se ha vuelto el lugar.

## Elenco
- Tomorowo Taguchi como Taniguchi Tomoo
- Shinya Tsukamoto como Yatsu
- Nobu Kanaoka como Kana
- Kim Soo Jin como el padre de Taniguchi
- Hideaki Tezuka como Gran Skinhead
- Tomoo Asada como joven skinhead
- Torauemon Utazawa como científico loco

## Recepción
El crítico de cine Roger Ebert le dio a la película 3/4 estrellas: "Cuando Shinya Tsukamoto crecía en Tokio, todavía había espacios verdes y abiertos en la ciudad, pero ahora la ve transformada en una imponente masa compacta de acero y hormigón. ". 